# JadeBay

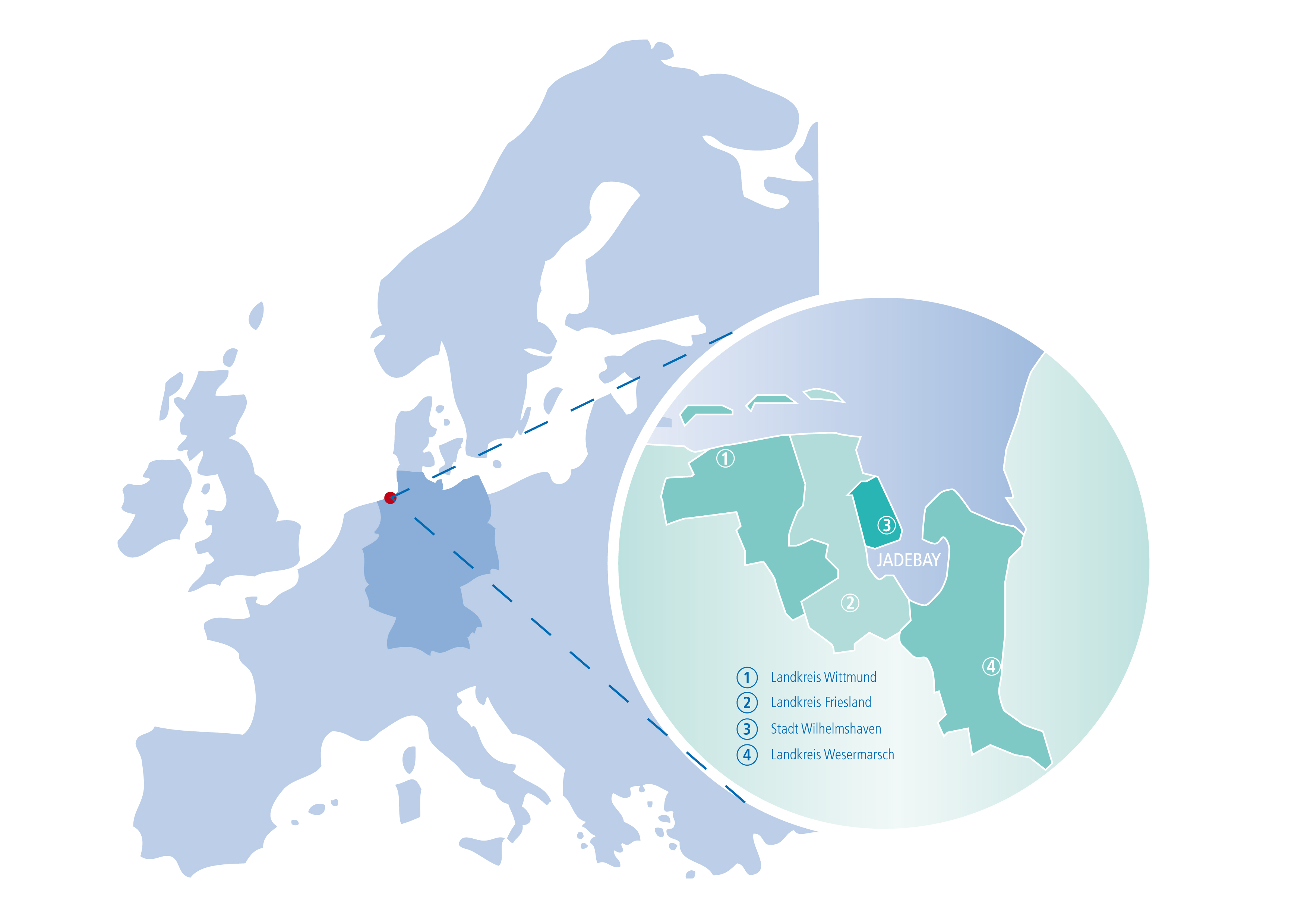
Die JadeBay-Region

JadeBay (von engl. ‚Jade Bay‘ für Jadebusen) ist eine regionale Aktionsgemeinschaft zur Wirtschaftsförderung an der deutschen Nordseeküste und den Flüssen Jade und Weser, die von den Landkreisen Friesland, Wesermarsch, Wittmund sowie der Stadt Wilhelmshaven mit insgesamt 24 Städten und Gemeinden unterhalten wird.

## Geographie
Das Gebiet liegt im Norden Niedersachsens und erstreckt sich entlang der Nordseeküste. Die Region grenzt im Westen an die Landkreise Aurich und Leer, im Süden an die Landkreise Ammerland und Oldenburg und im Osten an die Unterweser. Im Herzen der Region befindet sich der Jadebusen, der mitunter auch Namensgeber der JadeBay ist. Die Region gehört zur übergeordneten Metropolregion Nordwest.

## Städte und Gemeinden
| Landkreis Friesland | Landkreis Wesermarsch | Landkreis Wittmund | Stadt Wilhelmshaven |
| ------------------- | --------------------- | ------------------ | ------------------- |
| Bockhorn            | Berne                 | Esens              |                     |
| Jever               | Brake                 | Friedeburg         |                     |
| Sande               | Butjadingen           | Holtriem           |                     |
| Schortens           | Elsfleth              | Langeoog           |                     |
| Varel               | Jade                  | Spiekeroog         |                     |
| Wangerland          | Lemwerder             | Wittmund           |                     |
| Wangerooge          | Nordenham             |                    |                     |
| Zetel               | Ovelgönne             |                    |                     |
|                     | Stadland              |                    |                     |

## Geschichte
2009 haben sich die Gebietskörperschaften Wilhelmshaven, Friesland, Wesermarsch und Wittmund in der JadeBay GmbH Entwicklungsgesellschaft zusammengefunden, um gemeinsam Strategien für die wirtschaftliche Entwicklung der Region zu entwickeln und umzusetzen. Anlass des Zusammenschlusses und der Bekenntnis zu einer Region ist insbesondere der JadeWeserPort und die von diesem ausgehende internationale Öffnung. Die internationale Ausrichtung und der verstärkte globale Wettbewerb können besser als Region bewältigt werden.

## JadeBay GmbH Entwicklungsgesellschaft

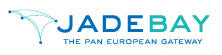
Logo JadeBay GmbH

Die Region wird vertreten durch die 2009 gegründete JadeBay GmbH Entwicklungsgesellschaft. Die JadeBay GmbH ist die regionale Standortmarketinggesellschaft und begleitet den Strukturwandel in der Region. Sie präsentiert die Region nach außen als einen Ort zum Leben, Lernen, Arbeiten und Investieren.

## Infrastruktur

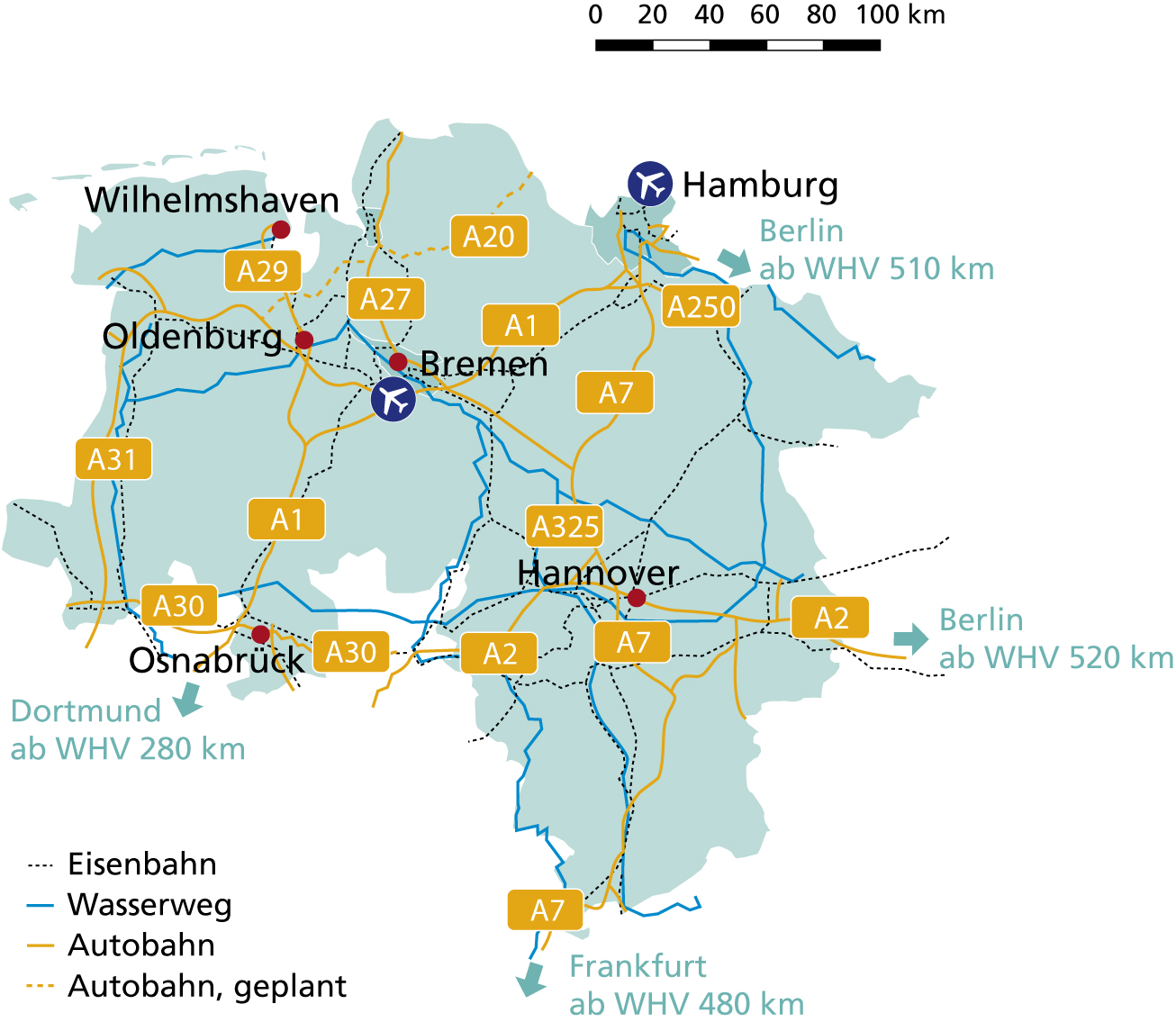
Infrastruktur

Verkehrsmäßig wird die Region durch die Autobahnen A 27, 28 und 29, ein Netz gut ausgebauter Bundes-, Landes- und Kreisstraßen sowie ein flächendeckendes Schienennetzwerk für Personennah- und Güterverkehr erschlossen. Mitten in der Region befinden sich der Tiefwasser-Containerhafen JadeWeserPort und der Flugplatz Mariensiel, ein Verkehrslandeplatz mit regionaler Bedeutung. An der Weser befinden sich die See- und Binnenhäfen Brake, Nordenham, Elsfleth und Lemwerder. In unmittelbarer Nähe liegt der internationale Flughafen Bremen.